# Computers Don't Blunder
Computers Don't Blunder è il settimo singolo della band hardcore punk The Exploited, pubblicato nel 1982 dalla Exploited Record Company.
Il singolo si è piazzato alla quinta posizione nella classifica indipendente e nella top 20 di quella nazionale.

## Tracce

### Lato A
1. Computers Don't Blunder - 2:35

## Formazione
- Wattie Buchan - voce
- Big John Duncan - chitarra
- Gary McCormack - basso
- Steve Roberts - batteria